# نو دوشیزه
نو دوشیزه (ν Virginis، یا به خط لاتین Nu Virginis) یک ستاره تکی در صورت فلکی منطقةالبروجی دوشیزه است. این ستاره در نوک غربی این صورت فلکی و تقریباً در جنوب ستاره برجسته ذنب‌الاسد قرار دارد.
نو دوشیزه یک ستاره قرمزرنگ با قدر ظاهری ۴٫۰۴ و با چشم غیر مسلح قابل مشاهده است. از آنجا که این ستاره در نزدیکی دایرةالبروج جای گرفته، در معرض اختفای ماه قرار دارد. اندازه‌گیری از طریق اختلاف منظر فاصله تخمینی حدود ۲۹۴ سال نوری از خورشید به‌دست می‌دهد که با سرعت شعاعی ۵۰+ کیلومتر بر ثانیه دورتر می‌شود.
نو دوشیزه یک غول سرخ نوع M است که در حال حاضر در شاخه مجانبی غول‌ستاره قرار دارد، با رده‌بندی ستاره‌ای M1 III. این جرم یک ستاره متغیر نیمه‌منظم از نوع SRB است که روشنایی آن ۰٫۰۱۲۵ در قدر متفاوت است. این تغییرات دارای چهار دوره به مدت ۱۱٫۱، ۱۲٫۳، ۱۶٫۸ و ۲۳٫۷ روز هستند. جرم این ستاره حدود ۱٫۶ برابر خورشید است، اما تا ۵۴ برابر شعاع خورشید منبسط شده‌است و ۶۳۱ برابر تابندگی خورشید می‌درخشد. دمای مؤثر جو بیرونی آن k 4009 است.